# Doom (Band)
Doom ist eine englische Crust-Punk-Band aus Birmingham, die in den 1980er Jahren eine der einflussreichsten Crust-Bands war und heute noch ist. Viele Thrash-Metal-Bands dieser Zeit wurden von Doom maßgeblich beeinflusst.

## Geschichte bis zur ersten Auflösung
Die Band gründete sich als The Subverters, benannte sich aber schnell nach einem Wechsel des Schlagzeugers in Doom um. Zunächst spielten sie mit einer Art Oi! einige Konzerte, bevor sie sich um mehr von Discharge beeinflussten Punk in die Musik einfließen zu lassen erneut von ihrem Schlagzeuger trennten, der daraufhin zu Napalm Death wechselte. Für diese Mischung aus Thrash und Punk wurde die Band später bekannt. Nachdem die Besetzung wieder aufgefüllt wurde, fand sich so 1987 die eigentliche Band. Die ersten drei Stücke nahm die Band im August 1987 bei den Aufnahmen zu einem Sampler für Peaceville Records auf, auf dem später zwei der Titel veröffentlicht wurden. Nach dieser Veröffentlichung wurde die Band von Peaceville Records gefragt, ob sie eine LP auf dem Label veröffentlichen wollen. Doom sagten zu, veröffentlichten aber zunächst eine Demo-MC, die sie auf Konzerten selbst verkauften, bevor sie für Peaceville Records ihr Debüt War Crimes (Inhuman Beings) aufnahmen. Gleichzeitig spielten sie viele Konzerte in Großbritannien.
Ende 1988 stieg der Gitarrist aus persönlichen Gründen aus der Band aus, spielte aber noch bei den Aufnahmen zur Split-LP mit den Schweden von No Security. Bei diesen Aufnahmen entstand auch die EP Police Bastard,  die bis heute mit mehr als 15.000 verkauften Exemplaren als die am zweithäufigsten verkaufte Crust-Veröffentlichung aller Zeiten gilt (hinter der Fuck Nazi Sympathy-EP von Aus-Rotten) und deren Cover (ein Bobby mit Hakenkreuz auf dem Helm) bis heute ein beliebtes Motiv in der Crust-Szene ist. Nach diesen Veröffentlichungen spielte die Band eine Tour durch ganz Europa. Im August 1990 löste sich die Band dann auf, da nie ein guter Ersatz an der Gitarre gefunden werden konnte. Der Sänger gründete daraufhin die Band Police Bastard, während der Schlagzeuger zunächst bei Extreme Noise Terror und später bei DIRT spielte.

## Reunion
1992 fand sich die Band in der letzten Besetzung, inklusive des ausgestiegenen Gitarristen, wieder zusammen und spielte zunächst eine Japan-Tour, bevor sie eine neue LP aufnahmen. Kurz darauf gab es allerdings erneut Umbesetzungen, bei denen ein neuer Sänger und ein neuer Bassist gefunden wurden. Es folgten mehrere Split-Veröffentlichungen, unter anderem mit Extinction of Mankind und die EP Hail to Sweden. Während einer Tour durch Skandinavien wurde die EP Monarchy Zoo aufgenommen. Nach einigen weiteren Veröffentlichungen löste sich die Band dann 2001 wieder auf.
2005 fanden sich ehemalige Mitglieder erneut zu einer England-Tour zusammen, um dem im März des Jahres verstorbenen letzten offiziellen Sänger Wayne Southworth ein Andenken zu setzen.
2010 verkündete die Band ein weiteres Comeback. Seitdem spielen sie wieder live und veröffentlichten am 25. Dezember 2013 das Album Corrupt Fucking System.

## Black Cloud Records
Seit 2011 besteht das bandeigene Label, über das bisher die US Tour 7” EP und das Album Corrupt Fucking System erschien.

## Diskografie
- War Is Big Business (Demoaufnahme – 1987 – Discarded Tapes)
- War Crimes (Inhuman Beings) (12” – 1988 – Peaceville)
- Police Bastard (7" – 1989 – Profane Existence)
- Bury the Debt – Not the Dead (Split-12” mit No Security – 1989 – Peaceville)
- Total Doom (CD – 1989 – Peaceville)
- Doomed from the Start (12" – 1992 – Vinyl Japan)
- The Greatest Invention (12" – 1992 – Vinyl Japan)
- Live in Japan (7" – 1992 – Ecocentric)
- Lost the Fight (Split-7” mit Hiatus – 1993 – Flat Earth / Nabate)
- Doomed to Extinction (Split-7” mit Extinction of Mankind – 1993 – Ecocentric)
- Pro-Life Control (Split-CD mit Selfish – 1994 – Ecocentric)
- Hail to Sweden (7” – 1995 – Pandora’s Box)
- Fuck Peaceville (Doppel-12”/CD – 1995 – Profane Existence)
- Pissed Robbed & Twatted – Live in Slovenia (7” – 1996 – Nuclear Sun Punk)
- Monarchy Zoo (7”/CD – 1996 – Vinyl Japan)
- Peel Sessions (CD – 1996 – Vinyl Japan)
- Rush Hour of the Gods (12”/CD – 1996 – Flat Earth)
- Split-10” (mit Cress – 1998 – Flat Earth)
- World of Shit (12”/CD – 2001 – Vinyl Japan)
- Back & Gone Double Live (Live-CD und -DVD – 2006 – MCR)
- US Tour EP (Live-EP limitiert auf 1000 7” Vinyl – Black Cloud Records)
- Corrupt Fucking System (12”/CD – 2013 – Black Cloud Records)
- Doom – Consumed To Death EP (CD – 2015 – Black Cloud Records)

Darüber hinaus veröffentlichte die Band viele Stücke auf diversen Samplern.